# Ogulnius gloriae
Ogulnius gloriae är en spindelart som först beskrevs av Alexander Petrunkevitch 1930.  Ogulnius gloriae ingår i släktet Ogulnius och familjen strålspindlar.
Artens utbredningsområde är Puerto Rico. Inga underarter finns listade i Catalogue of Life.